# Крушение Су-30 в Иркутске
Катастрофа Су-30 в Иркутске — авиационная катастрофа, произошедшая в воскресенье 23 октября 2022 года около 18:20 по местному времени в городе Иркутске. Самолёт Су-30СМ выполнял приёмо-сдаточный полёт, когда упал на одноэтажный двухквартирный жилой дом во 2-м Советском переулке. Два пилота погибли, жители дома не пострадали. После крушения возник пожар. Около 150 домов были обесточены в ходе тушения огня.
Следственный комитет России назвал две основные версии произошедшего: отказ авиационной техники и ошибка пилотирования. Также озвучивалась версия о том, что пилоты потеряли сознание в полёте.

## Экипаж
- Максим Вячеславович Конюшин — профессиональный лётчик-испытатель. Участвовал в испытаниях более 30 моделей самолётов. Родился в Приморье. Окончил Военно-воздушную инженерную академию имени Жуковского по специальности «испытания летательных аппаратов». Был награждён медалями Министерства обороны РФ «За отличие в военной службе» III, II и I степени. Носил звание «Заслуженный лётчик-испытатель РФ»[12][13].
- Виктор Викторович Крюков — лётчик-испытатель третьего класса, военный лётчик второго класса. Родом с Украины. Окончил Краснодарский военный авиационный институт[12][13].

## Хронология событий
23 октября 2022 года над аэродромом Иркутск-2 проходили испытательные полёты двух Су-30СМ. Один самолёт благополучно сел на аэродроме, с другим примерно в 17:50 была потеряна связь. Борт потерпел крушение около 18:20, упав на жилой дом во 2-м Советском переулке. В доме проживали пять человек (две семьи). Два пилота самолёта погибли, на земле никто не пострадал. Возник пожар площадью порядка 200 м².
Перед катастрофой другой Су-30СМ поднялся в воздух и приблизился к судну, не выходящему на связь. Пилоты увидели, что их коллеги сидят, свесив головы. Предположительно, они задохнулись в полёте, а их самолёт рухнул на землю после того, как закончилось топливо.
В общей сложности пострадало восемь домов: зафиксированы повреждения крыш жилищ, веранд, хозяйственных построек, нарушено остекление теплиц, разрушены деревянные заборы, в кирпичной стене одного из строений возникла трещина. Произошёл разлив горюче-смазочных материалов. Тушение пожара закончилось около 20:30. В его ходе от электроэнергии отключено 150 домов, напряжение вновь стали подавать в 21:40.

## Обстоятельства
По мнению журналистов Русской службы Би-би-си, «сложно не связать» катастрофу в Иркутске с российским вторжением на Украину, так как во время боевых действий нагрузка на военную авиацию резко возрастает. Журналисты издания Meduza отмечали, что за две недели октября это стала четвёртая подобная авария, до этого 9 октября в Ростовской области в разных местах разбились Су-24 (экипаж катапультировался) и Су-25 (пилот погиб), а 17 октября в Ейске произошло крушение Су-34, когда самолёт рухнул на девятиэтажный жилой дом и на земле погибли 15 человек.

## Последующие события
Следственный комитет России возбудил уголовное дело по статье 263 УК РФ («Нарушение правил безопасности движения и эксплуатации воздушного транспорта»). Для расследования катастрофы создана комиссия. Прокуратура Иркутской области начала проверку. В Ленинском районе Иркутска, где произошло происшествие, ввели режим ЧС муниципального характера.
Следствием рассматриваются две версии причин катастрофы — ошибки экипажа и отказ техники. Сообщается, что экипаж потерял сознание во время полёта из-за неисправности кислородного оборудования, разгерметизации или остатков азота в кислородных баллонах. В ходе расследования версия о неисправности системы кислородного оборудования также проверялась.
Два бортовых самописца самолёта (речевой и параметрический) были доставлены в центральный научно-исследовательский институт Министерства обороны РФ в Люберцах в удовлетворительном состоянии. По состоянию на октябрь 2023 года расследование продолжается.
Максим Конюшин был похоронен на Троекуровском кладбище в Москве, Виктор Крюков — в Пивоварихе.
Власти предоставили владельцам разрушенного дома маневренное жильё, а также оказали помощь в восстановлении сгоревших документов. Им также выплачена компенсация в размере 100 тысяч рублей. В том же году они получили новую жилплощадь, средства на которую выделил Иркутский авиазавод.
По состоянию на 31 января 2025 года расследование уголовного дела продолжается, его планируется завершить в первой половине того же года. По словам руководителя Восточного межрегионального следственного управления на транспорте СК РФ Алексея Александрова, «ряду лиц» предъявлено обвинение.

## Память
В октябре 2023 года на территории Иркутского авиазавода открылся мемориал лётчикам, погибшим при крушении Су-30.